# Canton de Châteauneuf-sur-Charente
Le canton de Châteauneuf-sur-Charente est une ancienne division administrative française, située dans le département de la Charente et la région Nouvelle-Aquitaine.

## Administration: conseillers généraux de 1833 à 2015
| Période | Période          | Identité                          | Étiquette                 | Qualité |
| ------- | ---------------- | --------------------------------- | ------------------------- | --- |
| 1833    | 1845             | Philippe Joubert (1775-1853)      |                           | Chef de bataillon en retraite, maire de Touzac |
| 1845    | 1864             | François Jules Richard            |                           | Juge de paix du canton de Châteauneuf-sur-Charente, conseiller d'arrondissement |
| 1864    | 1886             | Léon François Gueslin (1823-1897) | Conservateur              | Notaire à Châteauneuf-sur-Charente |
| 1886    | 1922             | Ulysse Richard-Delisle            | Conservateur              | Propriétaire à Vibrac Maire de Saint-Simon (1891-1929), conseiller d'arrondissement |
| 1922    | 1923 (démission) | Maurice Fort                      | Rad.                      | Maire de Châteauneuf-sur-Charente |
| 1923    | 1934             | Maurice Rivière                   | RG                        | Propriétaire à Mosnac |
| 1934    | 1940 (décès)     | Ulysse Charbonnier                | RG-URD                    | Maire d'Angeac-Charente |
|         |                  |                                   |                           | |
| 1943    | 1945             | Gaston Briand                     | ?                         | Maire de Viville Nommé conseiller départemental en 1943 |
|         |                  |                                   |                           | |
| 1945    | 1951             | Albert Boujut                     | UDSR-Soc.ind.             | Propriétaire Maire de Saint-Preuil (1939-1962) |
| 1951    | 1982             | Raoul Audebert                    | Rad.-RGR puis RI puis RPR | Médecin Maire de Châteauneuf-sur-Charente (1947-1971) |
| 1982    | 1994             | Michel Chevalier                  | RPR                       | Entrepreneur Premier adjoint au Maire de Châteauneuf-sur-Charente (1977-1989) |
| 1994    | 2008             | Jacques Bobe                      | DVD puis UDF puis UMP     | Viticulteur, producteur de cognac Député (2002-2007) Président du Conseil Général (1998-2003) Maire de Châteauneuf-sur-Charente (1995-2001) Président de la Communauté de Communes de la Région de Châteauneuf (1995-2008) |
| 2008    | 2015             | Jean-Paul Zucchi                  | UMP                       | Commerçant Maire adjoint de Châteauneuf-sur-Charente (1995-2014) Conseiller municipal depuis 2014 Elu en 2015 dans le Canton de Charente-Champagne                                                                         |

## Conseillers d'arrondissement (de 1833 à 1940)
Le canton de Châteauneuf avait deux conseillers d'arrondissement.
| Période                                  | Période      | Identité                     | Étiquette                    | Qualité |
| ---------------------------------------- | ------------ | ---------------------------- | ---------------------------- | --- |
| 1833                                     | 1836         | François Jules Richard       |                              | Notaire, maire de Châteauneuf                                                                                            |
| 1833                                     | 1839         | M. Texier                    |                              | Adjoint au maire de Touzac                                                                                               |
| 1836                                     | 1839         | Thomas Thénevot              |                              | Chirurgien à Châteauneuf                                                                                                 |
| 1839                                     | 1845         | François Jules Richard       |                              | Notaire, maire de Châteauneuf                                                                                            |
| 1845                                     | 1852         | M. de Jarnac                 |                              | Greffier de la justice de paix de Châteauneuf                                                                            |
| 1845                                     | 18..         | M. Texier                    |                              | Propriétaire, maire de Touzac                                                                                            |
| 1852                                     |              | Louis de Lacroix de Flaville |                              | Maire de Bonneuil |
|                                          |              |                              |                              | |
| 1871                                     | 1877         | Ernest Monis                 | Républicain                  | Avocat, conseiller municipal de Cognac                                                                                   |
| 1871                                     | 1877         | Paul Roux                    |                              | Maire de Malaville |
| 1877                                     | 1895         | Jean Compain                 | Droite                       | Propriétaire à Châteauneuf                                                                                               |
| 1877                                     | 1886         | Ulysse Richard-Delisle       | Droite                       | Propriétaire à Vibrac, maire de Saint-Simon                                                                              |
| 1886                                     | 1912 (décès) | François Boutin (1840-1912)  | Droite                       | Propriétaire à Châteauneuf                                                                                               |
| 1895                                     | 1919         | Eugène Guillaumaud           | Droite                       | Maire de Bonneuil |
| 1912                                     | 1919         | Paul Masson                  | Droite                       | Maire de Touzac |
| 1919                                     | 1925         | M. Faure                     |                              | |
| 1919                                     | 1934         | Ulysse Charbonnier           | Union nationale républicaine | Maire d'Angeac-Charente                                                                                                  |
| 1925                                     | 1931         | Henry Pailloud               | Bloc des gauches             | Viticulteur, maire de Malaville                                                                                          |
| 1925                                     | 1929 (décès) | Ernest Monis                 | Bloc des gauches             | Avocat, ancien Président du Conseil, ancien Ministre, ancien Député ( 1885-1889), ancien Sénateur de Gironde (1891-1920) |
| 1929                                     | 1937         | Anatole Marcel               |                              | Propriétaire à Saint-Simeux                                                                                              |
| 1937                                     | 1940         | M. Lambert                   | URD-PSF                      | |
| 1937                                     | 1940         | André Rivière                | Union nationale-PSF          | Maire de Mosnac |
| 1940                                     |              |                              |                              | Les conseils d'arrondissement ont été suspendus par la loi du 12 octobre 1940 et n'ont jamais été réactivés              |
| Les données manquantes sont à compléter. |              |                              |                              | |

Sources : Journal "La Charente" « La Charente (Angoulême) - 70 années disponibles - Gallica », sur gallica.bnf.fr (consulté le 13 juillet 2025)

## Composition
- Angeac-Charente
- Birac
- Bonneuil
- Bouteville
- Châteauneuf-sur-Charente
- Éraville
- Graves-Saint-Amant
- Malaville
- Mosnac
- Nonaville
- Saint-Simeux
- Saint-Simon
- Touzac
- Vibrac
- Viville

## Démographie
| 1962  | 1968  | 1975  | 1982  | 1990  | 1999  | 2006  | 2011  | 2012  |
| ----- | ----- | ----- | ----- | ----- | ----- | ----- | ----- | ----- |
| 8 254 | 8 205 | 7 960 | 7 732 | 7 740 | 7 604 | 7 769 | 8 024 | 8 043 |